# Sosnówka (Kobyłka)
Sosnówka – dzielnica Kobyłki, w województwie mazowieckim, w powiecie wołomińskim. Leży w środkowo-wschodniej części Kobyłki, na południe od linii kolejowej, przy granicy z Wołominem. W jej skład wchodzi północna część lasu Kacze Doły. Do 1957 samodzielna miejscowość.
W latach 1867–1928 letnisko w gminie Radzymin, a 1928–1954 w gminie Kobyłka w powiecie radzymińskim. 20 października 1933 utworzyła gromadę w granicach gminy Kobyłka, składającą się z letniska Sosnówka.
Od 1 lipca 1952 w powiecie wołomińskim. Tego samego dnia część gromady Sosnówka położoną na wschód od osi ulicy Koziej włączono do Wołomina, a pozostałą część włączono do gromady Antolek.
W związku z reorganizacją administracji wiejskiej jesienią 1954 Sosnówka weszła w skład gromady Kobyłka. 1 stycznia 1957 gromadę Kobyłka przekształcono w osiedle, przez co Sosnówka stała się integralną częścią Kobyłki, a w związku z nadaniem Kobyłce praw miejskich 1 stycznia 1969 – częścią miasta.

## Ulice
W granicach Sosnówki znajdują się następujące ulice:
Cicha, Juliana Fałata, Leśna, Wacława Nałkowskiego, Osiedlowa, Poprzeczna, Kazimierza Pułaskiego, Ręczajska, Sosnowa, Warszawska, Wspólna.